# Castanet-Tolosan
Castanet-Tolosan är en kommun i departementet Haute-Garonne i regionen Occitanien i södra Frankrike. Kommunen ligger i kantonen Castanet-Tolosan som tillhör arrondissementet Toulouse. År 2022 hade Castanet-Tolosan 15 264 invånare.

## Befolkningsutveckling
Antalet invånare i kommunen Castanet-Tolosan
Referens:INSEE